# Stadionul Bank Street
Bank Street a fost un stadion din Manchester, Anglia. A fost folosit mai ales pentru meciuri de fotbal, fiind al doilea stadion al clubului Manchester United FC (cunoscut atunci sub numele de Newton Heath F.C.). Stadionul avea o capacitate de 50,000 de locuri, însă clubul s-a mutat pe Old Trafford în anul 1910, pentru că Bank Street nu putea fi renovat după cerințele proprietarului clubului, John Henry Davies.